# 鄭東升
鄭東升（1992年1月23日—）是中國男子田徑運動員，於2010年11月獲得亞洲運動會100公尺第七名，並於2011年獲得夏季世界大學生運動會4×100公尺接力銀牌，同年10月以10.35秒（W：+0.6）獲得2011年中國城市運動會100公尺金牌，

## 外部連結
- 鄭東升在国际奥林匹克委员会的资料
- 鄭東升在的頁面